# Setge de Saraqusta (777)
El setge de Saragossa de 777 fou una batalla que formà part de la revolta iemenita de l'Emirat de Còrdova i que enfrontà els revoltats, capitanejats per Sulayman al-Arabí, que defensaven Saraqusta; amb les tropes de l'emir Abd-ar-Rahman I ad-Dàkhil. Les tropes emirals no pogueren vèncer la resistència iemenita i la revolta continuà.

## Antecedents
Amb l'arribada dels omeies a Al-Àndalus apareixen els primers assajos de revolta a la Frontera Superior. En aquesta regió s'hi havien establert principalment iemenites, i la distància respecte del centre de poder cordovès afavorí que sorgissin nuclis sediciosos ja a partir de la proclamació de l'emir Abd-ar-Rahman I. L'emir, que era de llinatge omeia, també hagué de resistir ser blanc de la persecució dels abbàsides de Damasc. L'esquadra d'Abd-ar-Rahman ibn Habib al-Fihri, conegut amb el nom de l'Esclabí, havia desembarcat a la Cora de Tudmir enviada pels abbàsides de Damasc per imposar-se als omeies andalusins, però fallí en la temptativa. Així, després de la temptativa de sedició abbàsida, es preparà per anar a Damasc a venjar-se, però la rebel·lió iemenita li ho impedí.
Per la seva banda, els revoltats cercaven aliances per fer front al poder de l'emir, i amb tal efecte teixiren una aliança amb els francs acordada a la Dieta de Paderborn (777) amb el suport d'Abu-Tawr, valí d'Osca.

## El setge
Els valís Sulayman l'Arabí de Barcelona i Hussayn l'Ansarí de Saragossa promogueren un aixecament contra l'emir Abd-ar-Rahman I. Per fer front a la revolta de la ciutat, Abd-ar-Rahman envià el general Tsalaaba i posà setge a Saragossa durant uns dies. Els saragossans, però, resistiren el setge, i Tsalaaba fou capturat en una sortida de cavalleria per l'Arabí i fou enviat com a ostatge a Carlemany.

## Conseqüències
Vencedors els seus nous aliats a Hispània, Carlemany envià dos exèrcits a Saragossa per exercir domini efectiu sobre la nova terra. Però els saragossans no estaven disposats a cedir el domini del seu territori, i així els francs posaren setge a Saragossa un any més tard.